# Маркетинг партнёрских отношений
Маркетинг партнерских отношений (МПО, англ. relationship marketing») — маркетинг, основанный на взаимоотношениях, сетях и взаимодействии, ориентированный на долгосрочные взаимовыгодные отношения с отдельными потребителями; ценность создается участвующими в отношениях сторонами совместно.
Маркетинг партнерских отношений (МПО) — это непрерывный процесс определения и создания новых ценностей вместе с индивидуальными покупателями, а затем совместного получения и распределения выгоды от этой деятельности между партнерами.

## Предпосылки развития маркетинга партнерских отношений
Традиционная концепция маркетинга, которая активно развивалась с начала XX века, направлена на удовлетворение целевого рынка, а не индивида в отдельности, на продажу определенной продукции и развития брендов. Традиционному маркетингу характерна концепция 4р: товар, цена, продвижение и сбыт; роль потребителей не столь велика. Такой подход приводил к «усреднению» сегмента, неполному удовлетворению индивидуальных запросов клиентов, а также не всегда выгодному сотрудничеству с партнёрами компании.
Впервые термин маркетинга взаимоотношений («relationship marketing») был предложен Л. Берри, по мнению которого маркетинг взаимоотношений – это привлечение потребителей, поддержание и развитие взаимоотношений с ними.
В качестве предпосылок для возникновения маркетинга взаимоотношений выделяют:
1. Развитие и усиление конкуренции как на внутренних, так и на мировых рынках. Развитие МПО, ориентированного на наиболее полное соответствие запросам клиентов с расчетом на долговременное сотрудничество, в настоящее время стало одним из ключевых факторов повышения конкурентоспособности и адаптивности компании к динамичным реалиям рыночной среды.
2. Увеличение запросов потребителей.
3. Развитие информационно-компьютерных технологий с использованием сети Интернет позволяют проводить исследования потребителей, организовывать продажи по Интернету и развивать индивидуальный подход к клиентам.
4. Затраты на поиск новых партнеров (в первую очередь поставщиков), которые могут предложить даже более низкие цены, чем постоянные партнеры, по расчетам экономистов превышают затраты на ведение дел с постоянными партнерами, что свидетельствует об актуальности установления длительных отношений с основными партнерами.
5. Стремительное расширение сферы услуг.
6. Тенденции к усложнению взаимоотношений между компаниями.

## Принципы партнерского маркетинга
- Нацеленность на удовлетворение индивидуальных запросов клиентов.
- Ориентация на выстраивание долгосрочных отношений с потребителями и партнерами.
- Обоснование экономической целесообразности удержания потребителей. МПО должен быть нацелен на постоянных потребителей (потребительские группы), приносящих стабильную прибыль компании[7].
- Акцент на качестве продукции. При использовании концепции МПО упор на качестве должен делаться больше, чем при следовании концепции традиционного маркетинга.
- Усиление роли внутреннего маркетинга [1][2].

## Критика
Теория МПО подверглась критике в начале своего развития. Отмечалось, что построение партнерских отношений с клиентами нарушает субординацию, приводит к смещению ролей потребитель – производитель – посредник, снижает актуальность уникальных торговых предложений.

## Последствия внедрения МПО на предприятиях
1. Создание новой ценности с последующим распределением выгод между потребителем и производителем. Создание новой ценности – нового продукта, изменение в обслуживании, доработка товаров и прочее в концепции МПО должно основываться на изучении потребностей клиентов и должно приводить, как уже неоднократно было отмечено, к наиболее полному удовлетворению запросов отдельных покупателей.
2. Взаимное распределение выгод будет состоять в том, что с одной стороны клиент получит наиболее полное удовлетворение своих запросов, а компания получит постоянного лояльного покупателя, а также наработку базы данных, и, как следствие увеличение доходности компании.
3. Индивидуальные клиенты становятся партнёрами в процессе определения новых ценностей[2].
4. Все бизнес-процессы предприятия (технологии, коммуникации, управление персоналом и т.д.) должны быть направлены на создание ценностей, которые соответствуют индивидуальным запросам клиентов.
5. Персонал организации также теперь будет работать с учетом изменений для создания дополнительных ценностей.
6. Коммуникации как внутри организации, так и внешние перестраиваются под концепцию МПО. Например, выбираются те коммуникации с потребителями, которые наиболее подходят под их запросы: это может индивидуальное информирование по электронной почте или СМС о готовности продукции, сделанной под индивидуальный заказ; общая рассылка по электронной почте для группы потребителей, звонки клиентам, индивидуальные консультации, послепродажное консультирование и многое др.
7. Предприятие выносит постоянных покупателей в привилегированную категорию в отличие от потребителей или организаций регулярно меняющих партнеров[8].
8. Такая стратегия предполагает установление более тесных взаимоотношения с базовыми клиентами, мониторинг их потребностей для наиболее полного соответствия им продукции компании. Это приведет к повышению частоты покупок данной категорией клиентов, увеличению среднего чека покупок, расширение клиентской базы за счет положительных отзывов потребителей, относящихся к рассматриваемой категории.
9. Предприятие создает внутренние взаимосвязи таким образом, чтобы обеспечить возникновение или выпуск той ценности, которой хочет обладать покупатель[1][4].

## Последствия для развития теории маркетинга
Активное внедрение маркетинга партнерских отношений на предприятиях привело к развитию партнерских программ и контрактов.
В теории маркетинга значение МПО состоит в развитии нового теоретического направления, рассмотрении  клиентов и сопровождающих организаций как партнеров. Такой подход обуславливает учет мнения клиентов и выстраивание с ними долгосрочных отношений, клиенты принимают непосредственное участие в формирование торговых предложений, скидок, условий сотрудничества и пр.